# بی‌بی ایرویز
بی‌بی ایرویز (انگلیسی: BB Airways) شرکت هواپیمایی نپالی است، که در سال ۲۰۱۲ تأسیس شد.